# Jan Barkman
Jan Johannes Barkman (Medemblik, 15 maart 1922 – Aberdeen, 14 september 1990) was een Nederlands botanicus en hoogleraar. Hij was vooral gespecialiseerd in de vegetatiekunde, bryologie, mycologie en lichenologie. Hij heeft onderzoek gedaan naar epifytische cryptogamen en de epifytenwoestijnen in Nederland.

## Biografie
Jan Barkman werd geboren op 15 maart 1922 in de Noord-Hollandse stad Medemblik. In 1939 ronde hij zijn middelbare school af in Alkmaar. Daaropvolgend studeerde hij aan de Universiteit Leiden en de Universiteit Utrecht. In 1943 dwong de Tweede Wereldoorlog hem zijn studie te onderbreken. Na de oorlog studeerde hij verder aan de Universiteit Leiden en de Universiteit Zürich in Zwitserland. In 1949 volgde hij een master met als hoofdvakken plantkunde, zoölogie en meteorologie. Daarna trad hij in dienst bij de Universiteit Leiden, waar hij aanvankelijk plantentaxonomie doceerde en vanaf 1956 vegetatiekunde. Hij deed ook floristisch en ecologisch onderzoek naar syntaxa van epifytische cryptogamen. In 1952 ging hij drie maanden in de leer bij Josias Braun-Blanquet in Montpellier, Frankrijk. 
In 1957 trad hij, terwijl hij zijn onderwijsverplichtingen in Leiden vervulde, toe tot de staf van de Landbouwuniversiteit, Wageningen waar promoveerde tot senior wetenschapper. 
In 1958 heeft Barkman epifytenwoestijnen (een door hem gemunte term) in Nederland in kaart gebracht.
In 1959 behaalde hij zijn Ph.D. cum laude aan de Universiteit Leiden onder leiding van Herman Johannes Lam. Zijn proefschrift maakte deel uit van zijn standaardwerk Phytosociology and ecology of cryptogamic epiphytes. Dit werk bevat een fundamentele studie naar methoden om cryptogame epifytenvegetatie te analyseren en classificeren, een syntaxonomische classificatie van de gemeenschappen voor Noordwest-Europa met fytogeografische annotaties, en een grondige analyse van verschillende omgevingsfactoren die correleren met het voorkomen van de epifytengemeenschappen.

### Overlijden
Op vrijdag 14 september 1990 overleed Barkman plotseling tijdens een werkbezoek aan Schotland. Hij had een lezing gehouden op een bijeenkomst van de British Ecological Society en had deelgenomen aan een veldexcursie. Geheel onverwacht werd hij getroffen door hartfalen.

## Beschreven syntaxa
In de onderstaande lijst staan syntaxa waarvan Barkman (co)auteur is en die een artikel op de Nederlandstalige Wikipedia hebben.
- associatie van melige schotelkorst – Lecanoretum carpineae Hilitz. 1925 corr. Barkm. 1958
- viertandmos-associatie – Leucobryo-Tetraphidetum Barkm. 1958
- associatie van gewoon sterrenmos en knikkend palmpjesmos – Mnio-Isothecietum myosuroidis Barkm. 1958
- klasse van hoogveenslenken – Scheuchzerietea Den Held, Barkm. & Westh. 1969
- gaffeltandmos-jeneverbesstruweel – Dicrano-Juniperetum Barkm. 1985

## Nagedachtenis
De BLWG kent onregelmatig de naar Barkman vernoemde 'Prof. J.J. Barkmanprijs' toe, aan leden die een belangrijke bijdrage aan de bryologie en lichenologie hebben geleverd.
In 1999 beschreven de Nederlandse lichenologen André Aptroot en Kok van Herk een nieuwe soort voor de wetenschap: ammoniakschotelkorst (Lecanora barkmaniana). Zij vernoemden deze soort naar Barkman.